# Хомуха Дмитро Іванович
Дмитро Іванович Хомуха (туркм. Dmitriý Iwanowiç Homuha, нар. 23 серпня 1969, Ашгабат) — колишній туркменський футболіст українського походження, що грав на позиції півзахисника. По завершенні ігрової кар'єри — футбольний тренер. Заслужений тренер Росії (2013). Наразі очолює тренерський штаб молодіжної збірної Росії U-21.
Виступав, зокрема, за клуби «Металіст» та ЦСКА (Москва), а також національну збірну Туркменістану.

## Клубна кар'єра
Народився в селищі Арчабіл (нині в межах Ашгабата). Починав у ФШМ Ашгабада у тренера Валерія Непомнящего. З другого класу і до закінчення школи займався в ДЮСШ та інтернаті у Тачмурада Агамурадова. Кар'єру гравця почав в 1985 році у ашгабадській команді «Колхозчі».
З 1988 року проходив армійську службу — спочатку у другий команді московського ЦСКА, а потім у львівському СКА «Карпати».
1989 року приєднався до харківського «Металіста», за який дебютував і став грати у Вищій лізі СРСР. Після розпаду СРСР став виступати у складі харків'ян в новоствореній Вищій лізі України, де грав до 1994 року, після чого перейшов у грозненський «Ерзу». Проте незабаром в зв'язку зі складною політичною та військовою ситуацією в Чечні, команда була знята з чемпіонату, а в кінці 1994 року після початку першої чеченської війни припинила існування.
Протягом 1995–1996 років захищав кольори пітерського «Зеніту».
1997 року уклав контракт з клубом ЦСКА (Москва), у складі якого провів наступні чотири роки своєї кар'єри гравця. Більшість часу, проведеного у складі московського ЦСКА, був основним гравцем команди.
Протягом 2001–2003 років захищав кольори клубу «Шинник».
Завершив професійну ігрову кар'єру у клубі «Терек», за команду якого виступав протягом 2004–2005 років і став з командою володарем Кубка Росії.

## Виступи за збірну
Виступав за юнацьку збірну СРСР.
Після розпаду СРСР виступав у складі національної збірної Туркменістану, хоча за національністю українець і має громадянство Росії. За словами Дмитра Хомухи грав за збірну на прохання свого дитячого тренера Тачмурада Агамурадова. Провів за збірну Туркменістану дві зустрічі. Брав участь в Універсіаді в Таїланді.

## Кар'єра тренера
Після завершенні ігрової кар'єри з 2006 по 2010 рік працював у ДЮСШ ЦСКА (Москва). 
З 16 вересня 2010 року працював тренером юнацької збірної Росії 1996 року народження (U-17). Керована ним команда виграла юнацький чемпіонат Європи 2013 року. Через 2 роки з цією ж командою виграв срібні медалі молодіжного Євро-2015 (до 19 років). 
В серпні 2015 року Хомуха змінив Миколу Писарєва на посаді тренера молодіжної збірної.

## Титули і досягнення

### Як гравець
- Володар Кубка Росії (1):

«Терек»: 2003-04

### Як тренер
- Переможець юнацького чемпіонату Європи (до 17 років): 2013